# يو إف سي 168
يو إف سي 168: ويدمان ضد سيلفا 2 (بالإنجليزية: UFC 168: Weidman vs. Silva 2)‏ هو حدث لفنون القتال المختلطة نظمته يو إف سي، أُقيم في 28 ديسمبر 2013، على إم جي إم جراند جاردن أرينا في لاس فيغاس، نيفادا، الولايات المتحدة.